# Реальное училище Воскресенского
Реальное училище К. П. Воскресенского — училище, основанное педагогом К. П. Воскресенским. Одно из самых известных учебных заведений Москвы. В отличие от официальной гимназической программы, ориентированной, в основном, на гуманитарные науки и языки, здесь делался упор на математику, физику, химию, то есть училище давало реальное образование. К. П. Воскресенский подобрал отменный преподавательский состав. Из стен училища вышло много знаменитых в будущем людей.

## История
Училище ведёт свою историю с 1871 года; только в 1873 года было открыто казённое Московское реальное училище, а следующее частное реальное училище (Фидлера) было открыто в Москве в 1876 году.
Учебный корпус училища находился в доме Э. А. Липгарта и Рингеля на Мясницкой улице (дом 47) (ныне Мясницкая ул., д 43).
В училище было шесть классов, а также один подготовительный и один дополнительный. В обучении преобладал технический уклон. При училище был пансион.
На углу Подсосенского и Казарменного переулков в 1914 году специально для училища было построено  по проекту архитектора Ивана Флоринского здание в неоклассическом стиле с угловым объёмом в виде ротонды. Затем здесь были последовательно: Советская трудовая школа 2-й ступени Городского района (в 1920 году её закончил Р. Н. Барто), Московский педагогический техникум имени Профинтерна, Московский инженерно-экономический институт.
В настоящее время в здании находится Московский университет «Туро».

## Педагоги
Директорами были Константин Павлович Воскресенский и Алексей Митрофанович Воронец (не ранее 1897 до 1918).
- Богоявленский, Сергей Константинович — история и география (с 1897).
- Драбов (Дробов) Александр Петрович — живопись[5]
- Золотницкий, Николай Фёдорович — иностранные языки.
- Каблуков, Иван Алексеевич — химия.
- Краснобаев, Тимофей Петрович
- Рашевский, Константин Николаевич — математика

## Ученики
- Бахрушин, Юрий Алексеевич — советский балетовед, театральный критик, историк балета, педагог.
- Барто, Павел Николаевич — советский поэт-орнитолог.
- Барто, Ростислав Николаевич — советский художник.
- Гелейн, Игорь Владимирович — советский кинооператор.
- Громов, Михаил Михайлович — советский лётчик и военачальник, генерал-полковник авиации, профессор, Герой Советского Союза.

Вспоминая об училище он писал:

Восьми лет я поступил в гимназию, но вскоре мать перевела меня в реальное училище Воскресенского, пользовавшееся большой славой…

Как в старом здании училища на Мясницкой улице, так и новом здании у Покровских ворот, вестибюль был сделан на втором этаже. Нужно было подняться по лестнице, чтобы раздеться уже в тёплом помещении или одеться в тепле и, спустившись вниз по лестнице, выйти на улицу. Вестибюль был большой. В училище были швейцары в ливреях, очень приветливые, добрые, солидные, умевшие во всех случаях отлично обращаться и расправляться как с хорошими учениками, так и с шалунами. В актовом зале был специальный надзиратель. Во время занятий дежурный надзиратель наблюдал за коридорами и уборной. Такие надзиратели были на каждом этаже.
- Зотиков, Владимир Евгеньевич  (вып. 1904) — известный советский учёный-текстильщик.
- Карельских, Дмитрий Константинович (вып. 1908) — советский конструктор, профессор[7].
- Колесников, Леонид Алексеевич (вып. 1913) — селекционер, создатель нескольких сотен сортов сирени.
- Кузнецов, Александр Васильевич — русский и советский архитектор, инженер-конструктор, педагог. Один из мастеров московского модерна. Учился в училище и по его проекту в 1906 году был построен корпус на Мясницкой.
- Ларионов, Михаил Фёдорович (с 1891 по 1898) — русский художник, один из основоположников русского авангарда.
- Липгарт, Андрей Александрович (инженер) — советский конструктор автомобилей.
- Мантейфель, Пётр Александрович (вып. 1902) — выдающийся русский советский биолог-натуралист.
- Маслеников, Борис Семёнович — один из первых российских авиаторов (диплом № 325 от 8 ноября 1910 года), талантливый изобретатель, предприниматель и организатор.
- Милиоти, Николай Дмитриевич — живописец, график.
- Милютин, Юрий Сергеевич — советский композитор.
- Кальпус Борис Алексеевич — дивизионный комиссар, заместитель председателя Всесоюзного комитета по делам физической культуры и спорта при СНК СССР с оставлением в кадрах РККА.
- Немыцкий, Виктор Владимирович (1900—1967) — советский математик, доктор физико-математических наук (1934), профессор.
- Нестеров, Михаил Васильевич (1876) — выдающийся русский и советский художник-живописец;

Директор училища Константин Павлович Воскресенский поощрял увлечение Нестерова рисованием, ввёл обычай украшать классы к праздничным дням транспарантами, плакатами. Нестеровским убранством класса любовалось всё училище. В книге «Давние дни» художник писал: «Меня восхваляли, качали, носили на столах перед всем классом — словом, я был триумфатором. Это был „успех“, который порядочно вскружил мне голову».
Нестеров вспоминал:

Отцу посоветовали отдать меня на год в Реальное училище К. П. Воскресенского, с гарантией, что через год поступлю в Техническое <…> повезли меня на Мясницкую в дом братьев Бутеноп, где помещалось училище К. П. Воскресенского. Сам Константин Павлович, такой представительный, умный и в то же время доступный, встречает нас, очаровывает родителей. <…> Я начинаю выделяться по рисованию…
В училище был приглашён академик живописи Константин Александрович Трутовский, инспектор Училища живописи, ваяния и зодчества, который подтвердил директору мнение учителя рисования Александра Петровича Драбова, о таланте живописца у Нестерова. Мальчику были куплены масляные краски, и Драбов засадил его копировать образ архангела Михаила с оригинала М. И. Скотти.
- Никитич, Николай Николаевич — советский актёр. С 1942—1957 артист Московского театра оперетты.
- Образцов, Сергей Владимирович (вып. 1918?) — советский российский актёр и режиссёр кукольного театра, театральный деятель. Народный артист СССР.
- Розенберг, Владимир Александрович (1876—1881) — русский публицист, историк издательского дела и журналистики, экономист.
- Соколов, Николай Александрович (художник) (вып. 1918) — русский советский художник, график и живописец. Народный художник СССР (1958)[10].
- Чаянов, Александр Васильевич (вып. 1906?) — российский экономист, социолог.
- Четвериков, Сергей Сергеевич — выдающийся русский биолог, генетик-эволюционист;

Это было совершенно исключительное и прекрасное учебное заведение, о котором до сего дня сохранились у меня самые теплые, самые признательные воспоминания… Основанное Константином Павловичем Воскресенским, выдающимся педагогом «божьей милостью», как в своё время говорили, оно оставляло далеко позади себя большинство других учебных заведений Москвы!— С. С. Четвериков
- Шорыгин, Павел Полиевктович (вып. 1898; золотая медаль) — выдающийся русский советский химик-органик
- Щукин, Борис Васильевич (с 1905 по 1912) — советский актёр театра и кино. Народный артист СССР.

В 1897 году в училище обучались 261 учеников.
В. Рябушинский вспоминал: «Всего нас было восемь братьев: из них 5 кончили Московскую Практическую академию коммерческих наук …, а трое Реальное училище Воскресенского» — это Николай, Михаил и Фёдор.